# متحف هونغ كونغ للفضاء

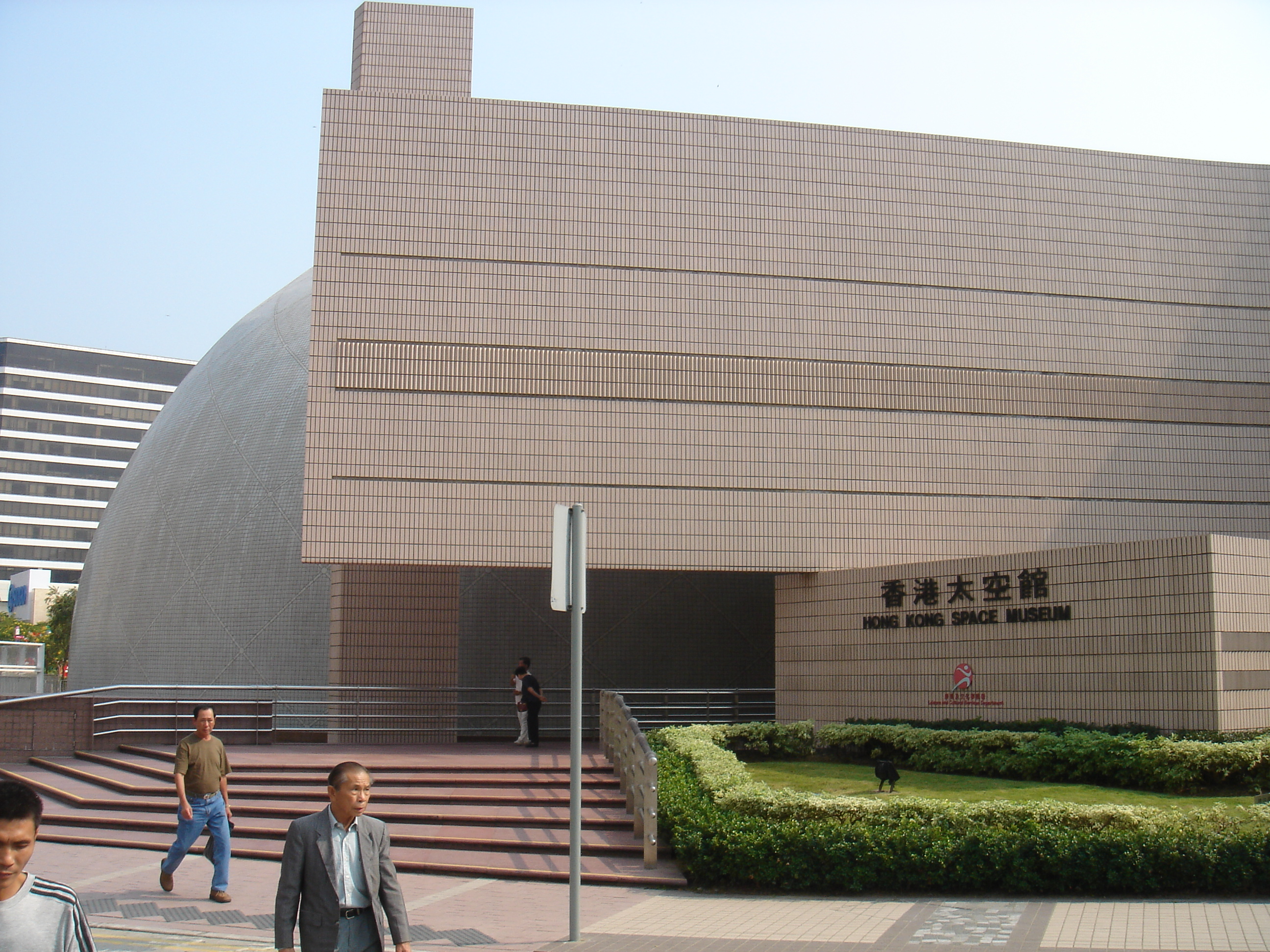
مدخل المتحف

متحف هونغ كونغ للفضاء هو متحف لعلم الفلك والفضاء في تسيم شا تسوي في هونغ كونغ. وهو الآن بإدارة قسم خدمات الثقافة لحكومة هونغ كونغ. المتحف يقع بقرب مركز هونغ كونغ للثقافة ومتحف هونغ كونغ للفن.
للمتحف قبة مميزة على شكل بيضة التي تغطي مساحة 8000 متر مربع. وهو أول متحف من نوعه في عرض جهاز مبسط لحركة الكواكب حول الشمس لعلم الفلك.
و يتضمن المتحف جناحين: شرقي وغربي. الجناح الشرقي هو مركز جهاز حركة الكواكب، فوقه القبة البيضاوية. وتحته مسرح ستانلي هو للفضاء، وردهة علوم الفضاء، وورش عمل ومكاتب. أما الجناح الغربي ففيه ردهة الفلك وردهة المحاضرات ومحل هدايا ومكاتب.

## تاريخ
فكرة عمل جهاز حركة الكواكب أتت بالأصل في عام 1961 في المجلس المدني لهونغ كونغ. بعد 10 سنوات، الخدمات المدنية قامت بتشكيل جماعة لدراسة الخبرات في الخارج في تنفيذ جهاز حركة الكواكب. كان هدف الدراسة لتجهيز أساس لتنفيذ المشروع في المستقبل في المتحف. قررت حكومة هونغ كونغ ببناء المتحف في تسيم شا تسوي ودعت السيد جوزيف لوي ليكون المشرف على حركة الكواكب.
بدأ بناء المتحف في عام 1977 بقرار من المجلس المدني وفتح المتحف في 8 أكتوبر من عام 1980.

## ردهة العرض
للمتحف ردهتين عرض أساسيتين:
- ردهة علوم الفضاء.
- ردهة الفلك في أول طابق.

تسمح هذه الردهة للزوار بالتعلم من خلال طرق مسلية ومفيدة.

## وصلات خارجية
- http://www.lcsd.gov.hk/CE/Museum/Space/e_index.htm
- http://hk.space.museum
- http://www.chinahighlights.com/hongkong/attraction/space-museum.htm